# Maddalena Sofia Barat
Maddalena Sofia Barat (Joigny, 12 dicembre 1779 – Parigi, 25 maggio 1865) è stata una religiosa francese, fondatrice della Società del Sacro Cuore di Gesù; nel 1925 è stata proclamata santa da papa Pio XI.

## Biografia
Di modeste origini, dopo la Rivoluzione francese e la soppressione delle scuole confessionali venne educata dal fratello Louis, sacerdote della Compagnia di Gesù, che in seguito seguì a Parigi: maturò il proposito di entrare nel terzo ordine Carmelitano, ma dopo l'incontro con il gesuita Joseph Varin decise di consacrarsi all'educazione della gioventù creando una congregazione che costituisse una sorta di ramo femminile dell'ordine fondato da sant'Ignazio di Loyola.
Con tre consorelle, nel 1801 diede vita alla Società del Sacro Cuore di Gesù, istituto dedito alla propagazione della devozione al Sacro Cuore ed all'insegnamento, considerato "il più importante mezzo per glorificare il cuore di Gesù".
A soli 23 anni venne eletta superiora generale della Società, carica che mantenne per i successivi 63 anni: sotto il suo generalato la congregazione conobbe un'eccezionale diffusione, arrivando a contare 105 collegi in tutto il mondo. Particolarmente importante fu il suo incontro con Rose-Philippine Duchesne, già monaca dell'Ordine della Visitazione, che fondò le prime case dell'istituto negli Stati Uniti d'America.

## Il culto
Riconosciutene l'eroicità delle virtù, papa Leone XIII la dichiarò venerabile nel 1879; papa Pio X promulgò il decreto che approvava un miracolo attribuito alla sua intercessione il 22 gennaio del 1908, autorizzandone la beatificazione avvenuta in un solenne cerimonia celebrata il 24 maggio successivo.
Venne canonizzata da papa Pio XI il 24 maggio del 1925, nel corso dell'anno giubilare.
Memoria liturgica il 25 maggio.